# جون راي (موظف مدني)
جون راي (بالإنجليزية: John Rae)‏ هو موظف مدني أسترالي، ولد في 9 يناير 1813، وتوفي في 15 يوليو 1900.